# 窪山哲雄
窪山 哲雄（くぼやま てつお、1948年3月17日 - ）は、日本の実業家。ホテル経営者。PGHエンタープライズ㈱ 代表取締役社長。㈱ザ・パークグレイス・ホテルズ代表取締役社長。国際観光ホスピタリティ総研㈱ 代表取締役会長。京都大学博士（経営科学）。

## 概要
国内外のホテル運営及び経営に40年以上携わる。特に，「ザ・ウィンザーホテル洞爺リゾート&スパ」が2008年開催の北海道洞爺湖サミットの主会場の指定を受けたことで注目を受けた。同ホテルは1997年、エイペックス社からホテルエイペックス洞爺の運営を委託された際に窪山が創立したホテル運営会社「㈱ザ･ウィンザー･ホテルズ インターナショナル」が運営していた。尚，1998年のエイペックス社の破綻後は、警備保障会社セコムの支援を受け、ザ・ウィンザーホテル洞爺リゾート&スパとして経営を再開を開始した経緯がある。窪山は同ホテルをフランスの三つ星レストランと提携するなどして再建に努めた。2012年に同社社長を退任して後は，京都大学経営管理大学院に在籍し，サービス実践と科学を融合させた新しいサービス・マーケティング・マネジメントを研究。その手法のホテルサービスの現場への実装を支援している。

## 主義・主張
窪山は、2017年1月の日本経済新聞の記事で「接客など現場対応を偏重しがちで欧米に比べマネジメント力が弱く、生産性が低い」と指摘しており、同時に「私が米国の大学を卒業後に勤めたニューヨークの最高級ホテル『ウォルドルフ・アストリア』では従業員のほとんどが経営に関する数字を把握していた。単にコストを削るのではなく、『このくらいの宿泊費を出してもいい』と顧客を満足させる品質を維持するための投資はしっかりやるという姿勢が徹底していた」と自身の経験を振り返った。さらに「日本の場合、現状では訪日客数が増え営業成績が上がってもコモディティ化から抜け出せず、過当競争に陥りかねない。回避するには戦略的な営業・マーケティング、人事管理、キャッシュフローの最大化、顧客の拡大と管理、さらに魅力的な商品作りやおもてなしの哲学が不可欠だ。顧客は日々様々な体験を重ね成長していく。ニーズを先読みし、新しい価値を提案する力なくして持続的で健全な経営は難しい。マーケットを創造する挑戦も必要だ。バブル経済破綻の象徴とされた北海道のホテルを『ザ・ウィンザーホテル洞爺』として再生させた時がそうだった。富裕層向けを明確に打ち出すホテルがまだ存在しないなか、付加価値を高める戦略を徹底し、08年の主要国首脳会議（サミット）誘致にこぎつけた」と事実を元に主張を展開。最後に「おもてなしは日本のお家芸と言われる。その経営価値を最大限に高め、成長戦略の一つである観光立国を果たすためにも、欧米に劣らぬプロのホテルマンが求められる。遠からず到来するだろうAI（人工知能）時代を見据えてホテルが果たすべき役割を考えることも大切だ。人的サービスの多くがAIに置き換わった社会では、人が人をもてなすホテルは「触れ合い」を提供する、文化的で知的なアナログ空間となる。効率の徹底追求でストレスを抱え込んだ人々の心身を癒やす場として価値は高まるはずだ。そうした空間の実現には、ホテル経営に精通するだけでなく、科学や行動心理学など様々な視点が必要だ。大学院レベルでオールラウンドなリーダーを育てねばならない」と締めた。

## 略歴
- 1948年（昭和23年）3月17日 - 福岡県生まれ。
- 1971年（昭和46年）3月 - 慶應義塾大学法学部卒業。
- 1972年（昭和47年）      - 帝国ホテル（トレーニー）入社。
- 1973年（昭和48年）1月 - コーネル大学ホテル経営学部入学。
- 1975年（昭和50年）
  - 5月 - コーネル大学卒業。
  - 6月 - 米国ヒルトン・ホテルズ・コーポレーション入社（本社シカゴ）。
  - 7月 - ニューヨークのホテルウォルドルフ・アストリア[7] 配属。
- 1976年（昭和51年）
  - 10月 - 昭和天皇訪米時担当 総支配人補佐。
  - 12月 - ウォルドルフアストリア インターナルオーディター。
- 1978年（昭和53年）11月 - 株式会社ホテルニューオータニ東京本社に入社し、レストラン「ラ・トゥール・ダルジャン (La Tour D'argent) 」（1984年開業）等のコーポレートマーケティングを担当。
- 1980年（昭和55年）12月 - カイマナビーチホテル（KAIMANA Beach Hotel ハワイ）副総支配人。
- 1981年（昭和56年）6月 - ロサンゼルス副総支配人。
- 1983年（昭和58年） - 東京本社コーポレートマーケティング統括支配人。
- 1985年（昭和60年） - 副社長補佐、コーポレートマーケティングを担当。
- 1987年（昭和62年） - 大阪営業部戦略担当支配人。
- 1989年（平成元年）10月 - 東京ベイヒルトン（現ヒルトン東京ベイ）副総支配人に就任[8]。
- 1991年（平成3年）1月 - 株式会社NHVホテルズインターナショナル（現ハウステンボス株式会社ホテル事業部）代表取締役社長就任し、ホテルヨーロッパなど5ホテルのGrand General Manager (C.O.O.) となり、ハウステンボス内5ホテル同時立ち上げを行う。
- 1992年（平成4年）
  - 12月 - ホテルヨーロッパをザ・リーディングホテルズ・オブ・ザ・ワールド (LHW)に加盟認定（九州初の加盟認定）。
  - 米国ウォルドルフ アストリアホテル最優秀出身者の会のメンバーに選出される。犬丸一郎（元帝国ホテル社長）に次ぎ日本人2人目となる。
- 1996年（平成8年） - 米国コーネル大学ホテル経営学科卒業生の第一回日本代表に選出される。[9]
- 1997年（平成9年）
  - 旗艦ホテル「ホテルヨーロッパ」の客室売上効率4年連続日本一を達成。[10]
  - 1月 - ハウステンボスを辞し、日本ではじめての独立系ホテル運営受託会社である株式会社ザ・ウィンザー・ホテルズインターナショナルを創業。
  - 4月 - 北海道拓殖銀行の依頼により旧ホテルエイペックス洞爺の運営を引き受けるが、拓銀は同年11月に破綻。
- 1998年（平成10年）3月 - ホテルエイペックス洞爺が営業を休止。
- 2000年（平成12年）10月 - セコムグループの不動産管理会社、有限会社十勝アーバンプロパティーズのホテル買収により、ホテルの運営を受託。
- 2001年（平成13年）5月 - ホテルの改修工事に着手。
- 2002年（平成14年）6月1日 - ザ・ウィンザーホテル洞爺リゾート&スパを開業し、総支配人及びホテルマーケティング本部長を兼務する。
- 2007年（平成19年）4月23日 - ザ・ウィンザーホテル洞爺リゾート&スパが、2008年夏に開催される主要国首脳会議（サミット）の首脳会議開催会場に決定。
- 2012年（平成24年）4月 - 「ミシュラン北海道2012特別版」においてザ・ウィンザーホテル洞爺リゾート＆スパ内の3つのレストランが合計6つの星を獲得。ホテル自体も宿泊施設部門で最高ランクの「5」を獲得、北海道内のホテルで唯一となった。
- 2013年（平成25年）
  - 株式会社ザ・ウィンザー・ホテルズインターナショナル退職
  - ホスピタリティ産業のブランディング及びマーケティングコンサルティング会社、PGHエンタープライズ㈱代表取締役社長に就任。
  - 11月 - 高級ホテル・旅館の運営会社ザ・パークグレイス・ホテルズを設立、代表取締役社長に就任。国際最高級ホテル（100～350室規模）の新規設立及び既存ホテルの運営・経営・ブランド再建を専門に受託する。
- 2015年（平成27年）国際観光ホスピタリティ総研㈱設立
- 2018年（平成30年）3月　京都大学経営管理大学院　経営管理教育部修士課程修了
- 2021年（令和3年）  3月　京都大学経営管理大学院　経営管理教育部博士後期課程修了。博士（経営科学）。

## 参考データ
- 「ホテルに導かれ30年（1）～（12）」日経産業新聞　2008-10-6～2008-11-5
- 「ホテルに憑かれた男（1）～（5）」日本経済新聞　夕刊（人間発見） 2007-8-27～2007-8-31

## テレビ出演
- 日経スペシャル カンブリア宮殿 「客を満足させるサービスとは？」（2008年2月18日、テレビ東京）- ザ・ウィンザー・ホテルズインターナショナル 代表取締役社長として出演[11]。

## 書籍

### 著書
- 『ヒューマンウェアのホテル学 ハウステンボスの思想と戦略』（1993年4月16日、日本経済新聞出版社）ISBN 978-4532160920
- 『ホテルほど素敵な商売はない 21世紀ホテルビジョン』（2000年6月15日、オータパブリケイションズ）ISBN 978-4900297579
- 『私をホテルに連れてって しびれるホテルをつくる77の方法』（共著者:中谷彰宏）（2000年12月15日、オータパブリケイションズ）ISBN 978-4900297609
- 『プロジェクト・ホテル 奇蹟の再生に賭けた男が創るこだわりのリゾートホテル』（2002年6月5日、小学館）ISBN 978-4093873840
- 『サービス哲学』（2003年7月31日、オーエス出版）ISBN 978-4757301801
- 『サービスの教科書 図解クボヤマ流あなたのファンをつくる』（2006年2月28日、インデックス・コミュニケーションズ）ISBN 978-4757303607
- 『ウィンザーホテル洞爺 夢のホテル 破綻、再生、そして世界標準へ』（2008年5月7日、小学館 小学館文庫）ISBN 9784094082708 - 2002年刊『プロジェクト・ホテル』の増訂版
- 『ホスピタリティ ザ・ウィンザーホテル洞爺』（2008年8月31日、インデックス・コミュニケーションズ）ISBN 9784757305472
- 『ホスピタリティ・マーケティングの教科書 「生涯顧客」を創造する最強のブランド戦略』（2014年1月29日、実業之日本社）ISBN 978-4-408-59400-2
- 『伝説のホテルマンが教える大人のためのホテルの使い方』（2016年7月6日、SBクリエイティブ SB新書）ISBN 978-4-7973-8518-2

### 監修
- 『賢人のアピール術 人の目にとまる、印象に残る自己表現。また会いたいと思われる人になれ!』（監修:松井忠三 窪山哲雄 小笠原継承斎 川田修 村上憲郎）（2013年4月26日、幻冬舎）ISBN 9784344902664

### 関連書籍
- 『最上のホテル その隠された秘密 伝説のホテルマン窪山哲雄の挑戦』（著者:富田昭次）（1998年1月31日、オータパブリケイションズ）ISBN 9784900297357